# Rufus Jones
Rufus "Speedy" Jones (født 27. maj 1936 i Charleston USA, død 25. april 1990 i Las Vegas USA) var en amerikansk jazztrommeslager. 
Jones startede på trompet, men skiftede hurtigt over til at spille trommer. Han startede som musiker i Lionel Hamptons orkester.
Jones kom til New York og spillede der igennem 1950'erne som sessionmusiker, også på Metropole. Han spillede også i 4 år med Maynard Fergusons big band, som han forlod i 1963 for at starte sin egen kvartet. Spillede så med Count Basies big band , og derefter Duke Ellingtons, hvor han indspillede nogle af orkestrets vigtigste indspilninger.
Jones lavede en plade i eget navn.

## Diskografi

### Som leder
- Five on Eight (Cameo, 1964)

### Some medvirkende
Med Count Basie
- Big Band Scene '65 (Roulette, 1965)
- Arthur Prysock/Count Basie (Verve, 1966)
- Basie's Beat (Verve, 1967)

WMed th Duke Ellington
- The Far East Suite (RCA Victor, 1967)
- Latin American Suite (Fantasy, 1968)
- 70th Birthday Concert (Solid State, 1970)
- New Orleans Suite (Atlantic, 1971)
- The London Concert (United Artists, 1972)
- The Pianist (Fantasy, 1974)
- The Afro-Eurasian Eclipse (Fantasy, 1975)
- The Ellington Suites (Pablo, 1976)
- Up in Duke's Workshop (Pablo, 1979)

Med Maynard Ferguson
- Let's Face the Music and Dance (Roulette, 1960)
- Maynard '61 (Roulette, 1961)
- Double Exposure with Chris Connor (Atlantic, 1961)
- Two's Company with Chris Connor (Roulette, 1961)
- "Straightaway" Jazz Themes (Roulette, 1961)
- Maynard '62 (Roulette, 1962)
- Si! Si! M.F. (Roulette, 1962)
- Maynard '63 (Roulette, 1962)
- Message from Maynard (Roulette, 1963)
- Maynard '64 (Roulette, 1963)
- The New Sounds of Maynard Ferguson (Cameo, 1963)
- Come Blow Your Horn (Cameo, 1963)

Med andre
- Al Grey, Shades of Grey (Tangerine, 1965)
- Lionel Hampton, Lionel Hampton Big Band (Clef, 1955)
- Lionel Hampton, Lionel Hampton (Amiga, 1976)
- Woody Herman, Woody Herman live at Newport Recorded Sunday 3 July 1966. Billed as Dr. Rufus 'Speedy' Jones (Jazz Band Records 1994 EBCD2118-2)
- Johnny Hodges, Triple Play (RCA Victor, 1967)